# Aspartat transaminaza
Aspartat transaminaza (AST) ili aspartat aminotransferaza, serumska glutamat-oksaloacetat transaminaza (SGOT) je enzim iz skupine transaminaza.
AST katalizira reakciju u stanicama u kojoj iz aspartata i alfa-ketoglutarata, nastaje oksalacetat i glutamat, te obratno.
Kod čovjeka postoje dva izoenzima, koje kodiraju različiti geni:
- gen GOT1 kodira citosolni izoenzim AST koji se nalazi uglavnom u eritrocitima i srcu
- gen GOT2 kodira mitohondralnu AST, koja se uglavnom nalazi u jetri

U medicini, vrijednosti AST (SGOT) u krvnom serumu koriste se u utvrđivanju bolesti. Promjene vrijednosti AST iznad referentnih mogu ukazivati na određene bolesti. Tako povišenje AST može ukazivati na oštećenje organa u kojima se nalazi, npr. bolesti jetre, srca, eritrocita.
Referentne vrijednosti za žene su 6 - 34 IU/L, a za muškarce 8 - 40 IU/L.
|  | Molimo pročitajte upozorenje o korištenju medicinskih informacija. Ne provodite liječenje bez savjetovanja s liječnikom! |